# Gina Santos
Gina Santos (25 de novembro de 1927 – Lisboa, 21 de março de 2024) foi uma actriz portuguesa. Fez teatro, rádio, televisão e cinema.

## Biografia
Foi atriz amadora no Grupo Dramático Lisbonense, dirigido por Manuela Porto, tendo representado Tchékhov e Lorca. 
Ingressou em 1950 na Companhia Rey Colaço-Robles Monteiro onde permaneceu até 1966 e interpretou peças de Marcelino Mesquita, Alejandro Casona, Lope de Vega, Shakespeare, Almeida Garrett, Miguel Mihura, Arthur Miller, Carlos Selvagem, Georges Bernanos, Robert Thomas, Victorien Sardou, Garcia Lorca. 
Integrou ainda o Teatro do Povo na encenação do Rei Lear de Shakespeare por Ribeirinho (1955). 
Em 1960 foi a protagonista da peça A Sapateira Prodigiosa no Teatro Nacional D. Maria II.
Foi atriz assídua no teatro radiofónico.
Também fez televisão, nomeadamente as peças de teleteatro Fortuna (1961) e Lourdes (1963).
No Teatro da Cornucópia, em 1975, interpretou Pequenos Burgueses de Máximo Gorki com encenação de Jorge Silva Melo. 
No cinema participou nos filmes Passagem e Ninguém Duas Vezes de Jorge Silva Melo.
Em 2004 participou no espetáculo de poesia Não Posso Adiar o Coração a convite dos Artistas Unidos.

## Televisão
- 1958 - O Caminho da Cruz
- 1958 - O Céu da Minha Rua
- 1958 - Auto de Mofina Mendes
- 1959 - Atrás da Porta
- 1959 - É Meia-Noite, Dr. Schweitzer
- 1961 - Histórias Simples da Gente Cá do Meu Bairro
- 1961 - Fortuna
- 1962 - Madame Sans-Gêne
- 1962 - Apito e Casas Pequenas
- 1962 - A Menina do Chapelinho Encarnado
- 1963 - Comédia das Verdades e das Mentiras
- 1963 - Nunca Se Sabe[9]
- 1963 - Lourdes[10]
- 1966 - As Árvores Morrem de Pé[11]

## Cinema
- 1980 - Passagem ou A Meio Caminho[12]
- 1984 - Ninguém Duas Vezes[13]

## Teatro
- 1950 - A Senhora das Brancas Mãos - [[Teatro Nacional D. Maria II][14]
- 1950 - Comédia da Morte e da Vida - Teatro Nacional D. Maria II[15]
- 1951 - O Amor Precisa de Escola - Teatro Nacional D. Maria II[16]
- 1953 - A Taça de Oiro - Teatro Nacional D. Maria II[17]
- 1953 - Rapaziadas - Teatro Nacional D. Maria II
- 1954 - Breve Sumário da História de Deus - Teatro Nacional D. Maria II[18]
- 1955 - São João Baptista - Teatro do Povo[19]
- 1955 - Comédia das Verdades e das Mentiras - Teatro do Povo[20]
- 1957 - Castro - Teatro Nacional D. Maria II[21]
- 1957 - As Bruxas de Salém - Teatro Nacional D. Maria II[22]
- 1959 - Saias - Teatro Nacional D. Maria II[23]
- 1959 - Guerra Fria - Teatro Nacional D. Maria II[24]
- 1959 - Diálogos das Carmelitas - Teatro Nacional D. Maria II[25][26]
- 1960 - Maribel e a Estranha Família - Teatro Nacional D. Maria II[27]
- 1960 - A Sapateira Prodigiosa - Teatro Nacional D. Maria II[28]
- 1960 - A Visita da Velha Senhora - Teatro Nacional D. Maria II[29]
- 1961 - A Nova Vaga - Teatro Nacional D. Maria II[30]
- 1961 - Madame Sans-Gêne - Teatro Nacional D. Maria II[31]
- 1961 - Teatro de Gil Vicente - Auto da Visitação - Teatro Nacional D. Maria II[32]
- 1961 - D. Henrique de Portugal - Teatro Nacional D. Maria II[33]
- 1962 - Oito Mulheres - Teatro Nacional D. Maria II[34][35]
- 1962 - Peraltas e Sécias - Teatro Nacional D. Maria II[36]
- 1963 - Para Cada Um Sua Verdade - Teatro Nacional D. Maria II[37]
- 1965 - Auto da Festa - Teatro São Carlos (Companhia Rey Colaço-Robles Monteiro)[38]
- 1965 - Apesar de Tudo! - Teatro Avenida[39]
- 1966 - A Bela Impéria - Teatro Avenida[40]
- 1975 - Pequenos Burgueses - Teatro da Cornucópia[41]
- 2004 - Não Posso Adiar o Coração - Artistas Unidos
- 2006 - O Teatro de Ibsen - Artistas Unidos (Feira do Livro)[42]

- - Lista Incompleta - Em atualização